# Gallegos (Segovia)
Gallegos egy község Spanyolországban, Segovia tartományban. Gallegos Pedraza, Matabuena, Villavieja del Lozoya, Navarredonda y San Mamés és Aldealengua de Pedraza községekkel határos. Lakosainak száma 93 fő (2024).

## Népesség
A település népessége az elmúlt években az alábbi módon változott:
| Lakosok száma | 107  | 102  | 101  | 98   | 94   | 95   | 92   | 104  | 101  | 93   |
|               | 2001 | 2004 | 2007 | 2009 | 2012 | 2014 | 2017 | 2019 | 2022 | 2024 |